# Folsomides supranubius
Folsomides supranubius är en urinsektsart som beskrevs av Fjellberg 1993. Folsomides supranubius ingår i släktet Folsomides och familjen Isotomidae. Inga underarter finns listade i Catalogue of Life.